# والتر فيليبس
والتر فيليبس (1 أبريل 1881 - 21 يونيو 1948) (بالإنجليزية: Walter Phillips)‏ هو لاعب كريكت بريطاني.

## وصلات خارجية
- والتر فيليبس على موقع إي آس بي آن كريك إنفو (الإنجليزية)